# 요한 빌란드
요한 크리스토페르 셀베리빌란드(스웨덴어: Johan Kristoffer Sellberg-Wiland, 1981년 1월 24일 ~ )는 스웨덴의 전 축구 선수로, 포지션은 골키퍼이다.